# Богачков Микола Іванович
Богачков Микола Іванович (8 вересня 1923, Головино, Дновський район, Псковська область, СРСР — 29 липня 2004, Київ, Україна) — радянський та український військовик, педагог та науковець у галузі оптичних та оптико-електронних приладів, зокрема, технічних засобів повітряної розвідки, у тому числі, аерофотоапаратури. Підполковник-інженер, кандидат технічних наук доцент кафедри авіаційних приладів і засобів авіаційної розвідки Київського вищого інженерного авіаційного військового училища ВПС а згодом кафедри оптичних приладів Київського політехнічного інституту.

## Життєпис
Народився 8 вересня 1923 року в селі Головино Дновського району Псковської області, СРСР. Батько — Богачков Іван Андрійович із селян, працював службовцем на залізниці міста Дно. Помер у 1967 році. Мати Богачкова (Смирнова) Тетяна Павлівна (1897 р.н.), дочка робітника, домогосподарка — у сім'ї Богачкових, окрім Миколи, було ще четверо дітей. До сімнадцяти років жив та навчався у місті Дно. По закінченню середньої школи у 1940 році поступив в Ленінградський інститут інженерів цивільного повітряного флоту, який у 1941 році був перетворений на Ленінградську військову повітряну академію. У березні 1945 року закінчив повний курс факультету електроспецобладнання цього військового навчального закладу та отримав кваліфікацію інженера-електрика ВПС. У березні 1945 року призначений військовим представником на оптико-механічний завод у Свердловську. 1949 року поступив в ад'юнктуру при Ленінградській військовій повітряній академії, де займався дослідженнями під керівництвом співробітників Державного оптичного інституту до 1951 року. У цьому ж році відряджений до Київського вищого інженерного авіаційного військового училища Військово-повітряних сил (КВІАВУ ВПС), де працював начальником лабораторії теоретичної електротехніки. Протягом 1952—1958 років викладав у цьому закладі. В період з 1959 по 1961 рік — начальник відділення фотообладнання літальних апаратів та науковий співробітник науково-дослідної лабораторії КВІАВУ ВПС. Інженер-випробувач військової частини 36851 у Феодосії протягом 1961—1964 років. У 1963 році захистив кандидатську дисертацію на спеціальну тематику, і в тому ж році йому було присвоєно науковий ступінь кандидата технічних наук. З 1964 року — викладач, старший викладач та доцент кафедри авіаційних приладів і засобів авіаційної розвідки КВІАВУ ВПС. У 1966 році присвоєно вчене звання доцента на кафедрі авіаційних приладів і засобів авіаційної розвідки.
По звільненню в запас із армії у 1973 році зарахований по конкурсу на посаду доцента кафедри оптичних приладів приладобудівного факультету Київського політехнічного інституту (КПІ), де працював на різних посадах до кінця 1997 року. Помер 29 липня 2004 року у Києві. Похований на Байковому кладовищі.

## Науково-педагогічна діяльність
Як викладач М. І. Богачков досконало володів методиками читання лекцій та проведення всіх видів занять. Заново поставив та багаторазово прочитав на кафедрі авіаційних приладів та засобів авіаційної розвідки КВІАВУ ВПС курси лекцій «Аерофотообладнання літаків», «Системи обробки матеріалів аерофоторозвідки», «Фотограмметрична обробка матеріалів повітряного фотографування». Очолював науково-інформаційну роботу на кафедрі. Очолював секцію гуртка військово-наукового товариства. Під його керівництвом працювало конструкторське слухацьке бюро.
На кафедрі оптичних приладів Київського політехнічного інституту заново поставив та багаторазово прочитав курси лекцій «Елементи конструкції оптичних приладів», «Розрахунок та конструювання оптичних приладів», «Проєктування і розрахунок оптичних приладів», «Основи наукових досліджень», «Основи технічної творчості», «Фотокінотехніка». Постійно працював над забезпеченням курсів методичними та навчальними посібниками. Брав активну участь у науково-дослідних роботах. Є автором та співавтором кількох винаходів. Розробляв методи оптимізації характеристик оптико-механічних та оптико-електронних приладів. Впроваджував комп'ютерні методи розрахунку та конструюванню оптичних деталей, вузлів та приладів. Був науковим керівником та відповідальним виконавцем багатьох науково-дослідних робіт, у тому числі, здійснював керівництво науково-дослідною роботою студентів та аспірантів. Роботи, виконані його студентами, відзначалися преміями на конкурсах кращих студентських робіт.
Список друкованих праць М. І. Богачкова перевищує 100. Важливим творчим доробком М. І. Богачкова була також перекладацька та редакторська діяльність. Дякуючи його подвижницькій роботі, у Києві в середині 1970-х склався гурт технічного перекладу, що плідно працював при видавництві «МИР» (Москва) над перекладом науково-технічних книг іноземних авторів. Ця робота дозволяла вітчизняній науці йти в ногу зі світовим науково-технічним прогресом. 3 томи збірки «Досягнення в техніці передачі та відтворення зображень» під редакцією Кейзана Г. американського видавництва Academic Press протягом 1978—1980 рр. вийшли друком у московському видавництві «МИР» у перекладі з англійської мови на російську. 1982 року у цьому ж видавництві по договору з американським видавництвом John Willy & Sons вийшов друком переклад під редакцією Богачков  М. І. книги «Електронні дисплеї» Сола Шера.

## Сім'я
Дружина — Богачкова (Іменитова) Ніна Наумівна (1927 р.н.) — викладач англійської мови на Центральних республіканських заочно-стаціонарних курсах іноземних мов. Дочка — Кожохіна (Богачкова) Світлана Миколаївна (1952 р.н.) — кібернетик. Син — Богачков Юрій Миколайович (1955 р.н.) — математик.

## Праці (книги, статті)
- Богачков Н. И., Тепляков Н. А. Руководство к лабораторным работам по курсу «Аэрофотооборудование самолетов». — Киев: КВИАВУ, 1957.
- Богачков Н. И. Влияние воздушной дымки на цветовое фотографирование // Журнал научной и прикладной фотографии и кинематографии. — 1962. — Т.7. Вып.2.
- Богачков Н. И. Системы обработки разведывательной информации (курс лекций), Ч.1. Системы обработки материалов аэрофоторазведки. — Киев: КВИАВУ, 1966.
- Богачков Н. И., Лапис В. Я. О выборе перекрытия между строками при фотографической печати сканирующим методом // Журнал научной и прикладной фотографии и кинематографии. — 1969. — Т.14. Вып.1.
- Богачков Н. И. Фотограмметрическая обработка материалов воздушного фотографирования. — Киев: КВИАВУ, 1970.
- Богачков Н. И. Авиационные системы поиска, обработки и передачи информации — Киев: КВИАВУ, 1971.
- Богачков Н. И. Влияние воздушной дымки на контраст изображения // Изв. ВУЗ. Геодезия и аэрофотосъемка. — 1973. — № 1.
- Богачков Н. И., Кононов В. И., Рукосуев Б. Г., Тепляков Н. А. Технические средства воздушной разведки. — Киев: КВИАВУ, 1974.
- Богачков Н. И., Кучеренко О. К. Исследование пространственного распределения освещенности в пятне лазера ЛГИ-21. // Вестн. КПИ, сер. Приборостроение. — 1976. — № 6.

## Переклад та редагування науково-технічних книг
- Достижения в технике передачи и воспроизведения изображений. Под ред. Кейзана Г. Том 1 / Перевод с англ. под ред. Богачкова Н. И. М: МИР. 1978. — 333 с.
- Достижения в технике передачи и воспроизведения изображений. Под ред. Кейзана Г. Том 2 / Перевод с англ. под ред. Богачкова Н. И. М: МИР. 1979. — 286 с.
- Достижения в технике передачи и воспроизведения изображений. Под ред. Кейзана Г. Том 3 / Перевод с англ. под ред. Богачкова Н. И. — М: МИР. 1980. — 309 с.
- Шерр, Сол. Электронные дисплеи / Пер. с англ. под ред Богачкова Н. И. . — М.: МИР, 1982. — 623 с.

## Звання і посади
- кандидат технічних наук (1963);
- доцент на кафедрі авіаційних приладів і засобів авіаційної розвідки (1966).

## Нагороди
- медаль «За перемогу над Німеччиною» (1945),
- медаль «За бойові заслуги» (1951),
- орден «Червоної Зірки» (1956),
- медаль «За бездоганну службу» (1962),
- медаль «За військову доблесть» (1970),
- медаль «В пам'ять 1500-річчя Києва» (1982).